# Stigmatochromis pleurospilus
Stigmatochromis pleurospilus és una espècie de peix pertanyent a la família dels cíclids i a l'ordre dels perciformes.

## Descripció
Fa 9 cm de llargària màxima. Ulls grans. Dentició bicúspide exterior esmolada. Presenta dimorfisme sexual.

## Reproducció
Els mascles reproductors formen colònies amb nius d'aproximadament 100-150 cm de diàmetre cadascun i la femella és una incubadora bucal.

## Alimentació
És un depredador de peixets i el seu nivell tròfic és de 3,03.

## Hàbitat i distribució geogràfica
És un peix d'aigua dolça, demersal i de clima tropical (9°S-10°S), el qual viu a Àfrica: és un endemisme del llac Malawi a Malawi i Tanzània.

## Observacions
És inofensiu per als humans, el seu índex de vulnerabilitat és baix (13 de 100) i mostra un comportament agressiu.